# Miner de la puna
El miner de la puna (Geositta punensis) és una espècie d'ocell de la família dels furnàrids (Furnariidae).

## Descripció
- Fa 14 - 15 cm de llargària. Potes negres. Bec fi i una mica corbat.
- Parts superiors de color terrós. Parts inferiors blanquinoses. Taca rogenca a les ales.

## Hàbitat i distribució
Zones obertes amb vegetació escassa del sud del Perú, oest de Bolívia, nord-oest de l'Argentina i nord de Xile.